# Бхайрава

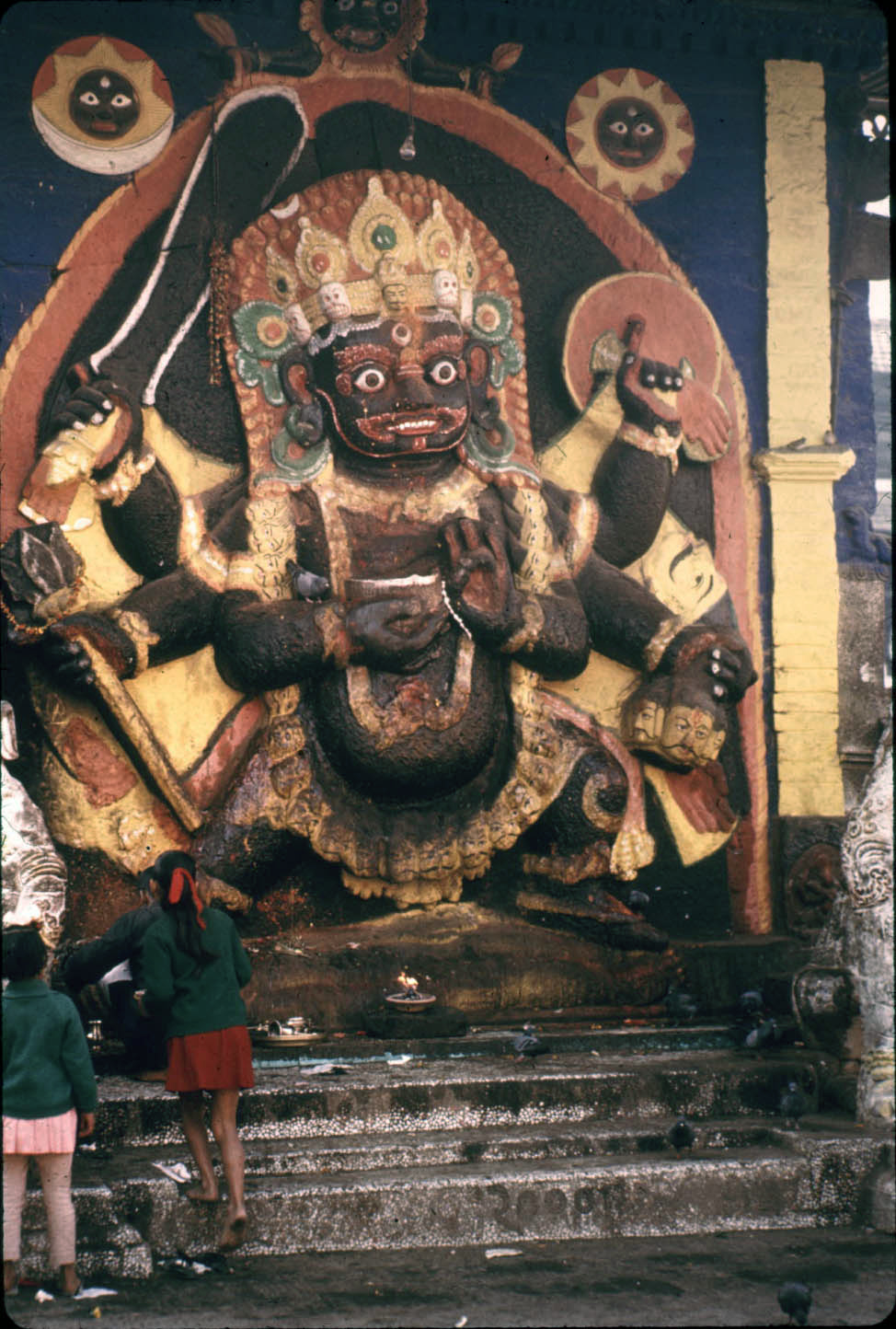
Изображение Бхайрава в Катманду

Бхайра́ва (санскр. भैरव, IAST: Bhairava — «ужасный») — особенно разрушительный и ужасающий аспект Шивы в индуизме. В этом облике он многорук и держит в своих руках оружие и отрубленную человеческую голову, что символизирует отсечение двойственности и выход за пределы ограничений ума. По некоторым версиям именно к Бхайраве восходит генеалогия некоторых гневных сущностей, таких как Махакала.
Особенно почитается этот аспект Шивы в отдельных школах шиваизма, таких как капалика.
В капалике Бхайрава имеет 8 основных форм — Аситанга (Брахма), Руру (Рудра), Чанда ( Сканда), Кродха (Вишну), Унматта (Сурья), Капалин (Индра), Бхишана (Яма) и Самхара (Бхайрава как таковой). Согласно метафизическим установкам некоторых тантр (в частности, «Вигьяна-бхайравы»), Бхайрава является универсальным не дифференцированным сознанием, это Парамашива — высшая форма Бога, в которой соединяются воедино Шива и Шакти.
По мнению некоторых последователей Свами Лакшманджу — известного святого Кашмирского Шиваизма — Бхайрава — это вселенская форма Шивы — божественного сознания. Поскольку вселенская форма божественного сознания включает в себя абсолютно все — в том числе и все ужасы мироздания — то из-за этого её называют ужасающей — Бхайрава.
В повествовании Бхагавад-гиты именно свою Бхайрава форму — форму вселенского сознания — показал Кришна своему преданному Арджуне, и Арджуна увидел в Боге не только милостивый аспект, но и аспект всепожирающей смерти — после чего Арджуна попросил Кришну скрыть эту форму и снова появиться в форме возничего.
Помимо Индии Бхайрава почитаем также в Непале и Тибете.